# Parc national de North Button Island
Le parc national de North Button Island est situé dans les îles Andaman-et-Nicobar, en Inde. On y trouve notamment des dugongs et des dauphins.